# Chrysler en Turismo Competición 2000

La marca Chrysler estuvo inicialmente en el Turismo Competición 2000 en su año inauguración, a través de su marca Dodge. Sin embargo, a mitad de torneo abandonó la categoría dejando a Dodge en manos de Volkswagen. En 1997 retornó con un equipo oficial, pero ya no tuvo la buena estrella de antaño.

Chrysler inició en 1979 su historia en Turismo Competición 2000; la marca Dodge era la representante oficial de la filial argentina Chrysler-Fevre S.A., sin embargo esto duró hasta la mitad de 1980, cuando esta subsidiaria fue adquirida por Volkswagen para iniciar su producción en Argentina, producto de lo cual el Dodge 1500 pasó a denominarse Volkswagen 1500. Ese año, Dodge obtendría su único título de TC 2000.
En 1997, la propia Chrysler decide ingresar al TC 2000 con un equipo oficial, luego de su retorno al país en 1996. Los resultados de los equipos que representaron a la marca no tuvieron el mismo éxito de su anterior modelo y terminaron retirándose una vez finalizada la temporada 2001.

## Historia

### El inicio
La historia de Chrysler en el automovilismo argentino se remonta a los albores de la disciplina en los años '30 con la inauguración del TC. Sin embargo no comenzaría a escribir sus páginas doradas hasta entrado los '70. Es en esta década donde la marca irrumpe con fuerza en el automovilismo a través de su marca Dodge. Es precisamente esta marca la que se llevaría todos los lauros con el trabajo realizado por los Dodge GTX en Turismo Carretera y la posterior aparición del coche éxito de la marca: El Dodge 1500.
El debut del 1500 en el automovilismo fue en el año 1972 en una carrera de Turismo Nacional, sin relevancia en cuanto a resultados, hasta que pasó por las manos de los hermanos Benavídez, quienes pusieron en pista un Dodge 1500, en un Torneo para Pilotos No Ganadores de Turismo Carretera. Su piloto fue José Miguel Pontoriero, quién en la primera fecha sorprendió a todos liderando la competencia, hasta que un despiste, propiciado por el mal clima, le jugó una mala pasada a poco del final. Sin embargo, y haciendo frente a las falsas especulaciones, Pontoriero dio el batacazo al alzarse con el triunfo en la segunda fecha derrotando a los coches de 3 litros. Pero esta no fue la categoría que cobijó a estas máquinas, sino que fue la semilla que germinó como el actual campeonato de Turismo Competición 2000.

### Los campeonatos del 1500
En 1979, se lanza el Campeonato Argentino de Turismo Competición 2000, con un Torneo Presentación de 5 carreras. Osvaldo "Cocho" López se lleva este campeonato a bordo de un Peugeot 504. Pontoriero se presenta en esta ocasión con un Dodge 1500 atendido bajo la estructura de Juan Carlos Pianetto, padre e hijo, como chasistas y Aldo Bellavigna como motorista. En este torneo consigue vencer en 2 oportunidades.
En 1980, Chrysler Fevre Argentina (subsidiaria de Chrysler en ese país) vende su paquete accionario a Volkswagen. La marca alemana se compromete a mantener en producción al Dodge 1500, para luego cambiar su nombre a Volkswagen 1500. A pesar de esto, el éxito deportivo del Dodge 1500 no se vio afectado, dado que ese mismo año, Jorge Omar del Río, se alzó con el título de esa temporada, el primer Campeonato oficial del Turismo Competición 2000. Este galardón lo repitió en los años siguientes, en 1981 y 1982. Fue precisamente en este año donde se ratificó la hegemonía del producto de Chrysler, fabricado por Volkswagen, porque en ese año el 1500 triunfó en las 11 carreras disputadas repartidos de la siguiente forma: Jorge Omar del Río (campeón) 6 veces, Luís Rubén di Palma (Subcampeón) 4 veces y Carlos Crocco (con equipo particular) 1 vez. En 1983, el 1500 pasó a ser definitivamente Volkswagen y Luís Rubén di Palma se consagró campeón por primera vez. 1982 fue la última incursión de la marca Dodge (pero ya sin el sello Chrysler) en el TC 2000.

### El regreso y el primer equipo oficial
Chrysler regresó a la Argentina en el año 1995. En 1998, decide reincursionar en el TC 2000 poniendo en pista a los Chrysler Neon. Para tripularlos fueron contratados los pilotos Ernesto Bessone (Campeón de TC 2000 en 1996) y su viejo compañero y amigo Pablo Peón, quienes ya compartían equipo a bordo de los Ford Escort Ghía del equipo Esso Competición. Justamente Chrysler teje una alianza con este equipo para encarar los torneos de 1998 y 1999. Este modelo solo ganó una carrera y fue en la segunda fecha del año 1999, en el circuito de Córdoba con Ernesto Bessone II al volante.
En el año 2000 se presenta el Chrysler Neon 2000, siempre con Bessone y Peón como pilotos, pero con nuevo patrocinador. Otra vez el modelo no se mostró competitivo y solo ganó una carrera, la octava fecha corrida en el autódromo de Rafaela.
En el 2001, el conflicto entre la CDA del ACA y la ACTC golpea al equipo ya que se produce el abandono de Ernesto Bessone II. Para reemplazarlo se contrata al flamante campeón de la categoría, Daniel Cingolani. Pero a mitad de campeonato, Pablo Peón también se baja del equipo y pasa a ser Presidente de TC 2000. El equipo finalizó el año con un solo auto y se disolvió a final de campeonato.
En los años siguientes hubo esporádicas apariciones de algunos Chrysler Neon, pero ninguno con una performance adecuada como para pelear los puestos de arriba.

## Modelos
- Dodge 1500 - Campeón 1980 (*)

34 triunfos - 30 Records de vuelta - 35 Poles
Además tiene 2 victorias en el torneo Presentación de 1979.
- Chrysler Neon

1 triunfo con Ernesto Bessone
- Chrysler Neon 2000

1 triunfo con Ernesto Bessone
(*) En 1980, Chrysler Fevre Argentina fue adquirida por Volkswagen constituyéndose Volkswagen Argentina S.A. El Dodge 1500, siguió siendo fabricado por Volkswagen y era utilizado por la marca alemana para su representación en la categoría, pero seguía manteniendo la divisa de Dodge. Al año siguiente, el coche se denominaría oficialmente Volkswagen Dodge 1500 y en 1983, solamente Volkswagen 1500.

## Datos significativos
- Primera victoria:  Buenos Aires 1980 - 1.ª Fecha - Jorge Omar Del Rio (Dodge 1500)

- Última Victoria:  Rafaela 2000 - Ernesto Bessone (Chrysler Neon)

## Pilotos ganadores
Jose Pontoriero, Jorge Omar del Río, Rubén Luis di Palma, Carlos Crocco (Dodge), y Ernesto Bessone (Chrysler).